# Arabah
Arabah (arabsko وادي عربة, latinizirano: Wādī ʻAraba) ali Arava oziroma Aravah (hebrejsko הָעֲרָבָה, latinizirano: 'HaAravah, dob. 'pusto in suho območje'), kot ga poznajo ustrezna arabska in hebrejska imena, je geografsko območje južno od kotline Mrtvega morja, ki je del meje med Izraelom na zahodu in Jordanijo na vzhodu.
Stari pomen, ki je bil v uporabi do začetka 20. stoletja, je zajemal skoraj celotno dolžino danes imenovane Jordanske riftne doline, ki teče v smeri sever-jug med južnim koncem Galilejskega jezera in severnim vrhom Akabskega zaliva pri Akabi / Eilatu. To je obsegalo dolino reke Jordan med Galilejskim jezerom in Mrtvim morjem, samo Mrtvo morje in tistim, kar danes običajno imenujemo dolina Arava. Sodobna uporaba izraza je omejena samo na ta južni odsek.

## Geografija
Arabah je dolg 166 km od Akabskega zaliva do južne obale Mrtvega morja.
Topografsko je regija razdeljena na tri odseke. Od Akabskega zaliva proti severu se kopno postopoma dviga na razdalji 77 km in doseže višino 230 m nadmorske višine, kar predstavlja razvodnico med Mrtvim in Rdečim morjem. S tega grebena se kopno rahlo nagne naslednjih 74 km do točke 15 km južno od Mrtvega morja. Na zadnjem odseku se Arabah strmo spusti do Mrtvega morja, ki je -417 m pod morsko gladino.
Arabah je slikovit s pisanimi klifi in ostrimi vrhovi. Južni Arabah je vroč in suh in praktično brez dežja.

## Rastlinstvo in živalstvo
V dolini Aravah obstajajo številne vrste rastlin in živali , zlasti karakala (Caracal caracal) najdemo na območjih savane doline.

## Zgodovina
V biblijskih časih je bila Arava središče proizvodnje bakra. Verjame se, da je imel kralj Salomon tu rudnike, ki temeljili na bakru in so bili datirani v obdobje njegovega vladanja. Arabah, zlasti njegov vzhodni del, je bil del kraljestva Edomitov (v rimskih časih so jih imenovali Idumeans). Kasneje je vzhodni Arabah postal dom Nabatejcev, graditeljev mesta Petre.
Izraelsko-jordanska mirovna pogodba je bila podpisana v Aravi 26. oktobra 1994. Jordanija in Izrael spodbujata razvoj regije. Obstaja načrt, da se morska voda iz Rdečega morja črpa v Mrtvo morje po ceveh (Kanal Redeče morje - Mrtvo morje Red Sea – Dead Sea Canal), ki bi tekel vzdolž Arabaha. Ta (dolgo načrtovan) projekt je bil nekoč vprašanje spora med Jordanijo in Izraelom, vendar je bilo pred kratkim dogovorjeno, da bo projekt potekal po jordanski strani, ki ga bo tudi zgradila.

## Demografija
Leta 2004 je v jordanskem upravnem okrožju Wadi Araba živelo 6775 prebivalcev . Pet glavnih plemen sestavlja osem naselij na jordanski strani: Al-S'eediyeen (السعيديين), Al-Ihewat (الإحيوات), Al-Ammareen (العمارين), Al-Rashaideh (الرشايدة), in Al-Azazmeز as (Ade) pa tudi manjša plemena Al-Oseifat (العصيفات), Al-Rawajfeh (الرواجفة), Al-Manaja'h (المناجعة) in Al-Marzaqa (المرزقة). Glavne gospodarske dejavnosti za te prebivalce so črede ovac, kmetijstvo, rokodelstvo in jordanska vojska.
Jordanski kraji v tem območju so Akaba, Feifa, Safi in Al Mazraa s 103.000 prebivalci od tega večina živi v Akabi.
Izraelskih krajev je sicer več a le 52.000 prebivalcev, večina živi v Eliatu. Večina so Judje.

## Znamenitosti
Park dolina Timna je znan po prazgodovinski skalnih rezbarijah, nekaterih najstarejših rudnikih bakra na svetu in vijugasti pečini, imenovani Stebri kralja Salomona. Na jordanski strani je znameniti Wadi Rum, ki je znan med alpinisti, pohodniki, taborniki in ljubitelji udejstvovanja na prostem. V Jordaniji je tudi območje rudarjenja bakra Wadi Feynan, vključno z območjem Khirbat en-Nahas, ki ustreza tistemu iz doline Timna na zahodu.
Leta 2005 je v Wadi Feynan Kraljevo društvo za varstvo narave odprlo Feynan Ecolodge.